# 웨스턴노스주

웨스턴노스주

웨스턴노스주(영어: Western North Region)는 가나의 16개의 주 중 하나다. 2018년 12월 웨스턴주에서 분리하기 위한 국민투표가 행해진 후 만들어졌다.